# Citrus (manga)
Citrus (stylizováno jako citrus; japonsky シトラス, Šitorasu) je japonská juri manga, jejíž autorkou je Saburóta. Manga byla serializována v časopisu Comic juri hime nakladatelství Ičidžinša od listopadu 2012 do srpna 2018. Anglický překlad licencovalo nakladatelství Seven Seas Entertainment. 12dílný anime seriál vyrobilo studio Passione a byl vysílán od ledna do března 2018. V prosinci 2018 započala serializaci sequelová manga Citrus Plus.

## Příběh
Juzu Aihara, módní, spontánní a zábavná dívka z města, se po svatbě své matky s jiným mužem přestěhovala do nového sousedství a začala chodit do nové střední školy. Juzu má problémy se zapadnutím do konzervativní dívčí školy, protože se zajímá spíše o kluky a nakupování než o učení. Často se dostává do potyček se studentskou radou, a to zejména s Mei Aiharou, tvrdě pracující a krásnou, přesto chladnou prezidentkou rady. Ukázalo se však, že je Mei novou nevlastní sestrou Juzu. Ta tak musí sdílet svůj pokoj s dívkou, kterou nemůže absolutně vystát. Manga sleduje vývoj jejich vztahu. Postupně se o sobě začínají dozvídat více věci a nepřátelství se tak mezi nimi pomalu zmenšuje. Roste ale nejistota, protože Juzu zjišťuje, že ji začala její sestra romanticky přitahovat.

## Postavy

### Hlavní postavy
- Juzu Aihara (japonsky 藍原 柚子, Aihara Juzu)

dabing: Ajana Taketacu
- Mei Aihara (japonsky 藍原 芽衣, Aihara Mei)

dabing: Minami Cuda
- Harumi Taniguči (japonsky 谷口 はるみ, Taniguči Harumi)

dabing: Jukijo Fudžii

### Akademie Aihara
- Himeko Momokino (japonsky 桃木野 姫子, Momokino Himeko

dabing: Jurika Kubo
- Kajo Maruta (japonsky 丸田 加代, Maruta Kajo)

dabing: Ikumi Hajama
- Nene Nomura (japonsky 野村 寧音, Nomura Nene)
- Suzuran Širaho (japonsky 白帆 鈴蘭, Širaho Suzuran)
- Sajaka Hikami (japonsky 氷上 さやか, Hikami Sajaka)
- Mijabi Sakuraba (japonsky 桜庭 雅, Sakuraba Mijabi)
- předseda (japonsky 理事長, Ridžičó)

dabing: Kinrjú Arimoto

### Ostatní
- Macuri Mizusawa (japonsky 水沢 まつり, Mizusawa Macuri)

dabing: Šiori Izawa
- Sara Tačibana (japonsky タチバナ・サラ, Tačibana Sara)

dabing: Hisako Kanemoto
- Nina Tačibana (japonsky タチバナ・ニナ, Tačibana Nina)

dabing: Rei Macuzaki
- Micuko Taniguči (japonsky 谷口 みつ子, Taniguči Micuko)
- IČika (japonsky イチカ)
- Udagawa (japonsky 宇田川)
- Kana (japonsky カナ)

dabing: Haruka Jamazaki
- Manami (japonsky まなみ)

dabing: Juka Ócubo
- Šó Aihara (japonsky 藍原 翔, Aihara Šó)

dabing: Tomoaki Maeno
- Ume Aihara (japonsky 藍原 梅, Aihara Ume)

dabing: Kana Ueda
- Amamija (japonsky 雨宮)

dabing: Šó Nogami

## Média

### Mangy
Mangu Citrus napsala a ilustrovala Saburóta. Byla serializována v časopisu Comic juri hime nakladatelství Ičidžinša od 17. listopadu 2012 do 18. srpna 2018. Ičidžinša vydala dohromady deset svazků mangy, první v červenci 2013 a finální v říjnu 2018. Na youtubovém kanálu Ičidžinši bylo 18. listopadu 2014 zveřejněno video pokrývající první dva svazky mangy a propagující ten třetí. Rozhlasová hra vyšla v červenci 2015 na CD jako součást čtvrtého svazku mangy. Anglický překlad licencovalo nakladatelství Seven Seas Entertainment, které ji začalo publikovat v prosinci 2014. Manga byla licencována také v Německu, v Thajsku a na Tchaj-wanu. Pokračování, pojmenované Citrus+ (stylizováno jako citrus+; japonsky シトラスプラス, Šitorasu purasu), započalo serializaci 18. prosince 2018.

#### Seznam svazků
| Č. | Datum vydání       | ISBN              |
| -- | ------------------ | ----------------- |
| 1  | 18. července 2013  | 978-4-758072-64-9 |
| 2  | 18. března 2014    | 978-4-758072-97-7 |
| 3  | 18. listopadu 2014 | 978-4-758073-72-1 |
| 4  | 18. července 2015  | 978-4-758074-49-0 |
| 5  | 18. května 2016    | 978-4-758075-40-4 |
| 6  | 17. prosince 2016  | 978-4-758076-24-1 |
| 7  | 16. června 2017    | 978-4-758076-73-9 |
| 8  | 18. října 2017     | 978-4-758077-41-5 |
| 9  | 23. března 2018    | 978-4-758077-93-4 |
| 10 | 18. října 2018     | 978-4-758078-73-3 |

| Č. | Datum vydání       | ISBN                                                       |
| -- | ------------------ | ---------------------------------------------------------- |
| 1  | 18. listopadu 2019 | 978-1-642756-88-3 ISBN 978-4-75-807995-2 (speciální edice) |
| 2  | 31. července 2020  | 978-1-645057-33-8 ISBN 978-4-75-802105-0 (speciální edice) |

### Anime
Adaptaci mangy ve formě anime seriálu režíroval Takeo Takahaši. Vyrobilo ji studio Passione a byla premiérově vysílána od 6. ledna do 24. března 2018 na televizní stanici AT-X. Naoki Hajaši se podílel na tvorbě scénářů a Izuro Idžúin, hlavní animační režisér seriálu, měl na starosti design postav. Vydavatel Lantis stál za produkcí hudby k seriálu a Infinite pomáhalo s jeho výrobou. Úvodní znělkou je „Azalea“ (japonsky アザレア, Azarea) od dua Nano Ripe a závěrečnou znělkou se stala píseň „Dear Teardrop“ kapely Mia Regina. Anime seriál je s anglickým dabingem souběžné vysílán společností Crunchyroll a streamován Funimation.

#### Seznam dílů
| Č. v seriálu | Původní název          | Režie          | Scénář       | Premiéra v Japonsku |
| ------------ | ---------------------- | -------------- | ------------ | ------------------- |
| 1            | love affair!?          | Takeo Takahaši | Naoki Hajaši | 6. ledna 2018       |
| 2            | one's first love       | Takeo Takahaši | Naoki Hajaši | 13. ledna 2018      |
| 3            | sisterly love?         | Takeo Takahaši | Naoki Hajaši | 20. ledna 2018      |
| 4            | love me do!            | Takeo Takahaši | Naoki Hajaši | 27. ledna 2018      |
| 5            | under lover            | Takeo Takahaši | Naoki Hajaši | 3. února 2018       |
| 6            | out of love            | Takeo Takahaši | Naoki Hajaši | 10. února 2018      |
| 7            | love or lie!           | Takeo Takahaši | Naoki Hajaši | 17. února 2018      |
| 8            | war of love            | Takeo Takahaši | Naoki Hajaši | 24. února 2018      |
| 9            | love is                | Takeo Takahaši | Naoki Hajaši | 3. března 2018      |
| 10           | winter of love         | Takeo Takahaši | Naoki Hajaši | 10. března 2018     |
| 11           | love you only          | Takeo Takahaši | Naoki Hajaši | 17. března 2018     |
| 12           | my love goes on and on | Takeo Takahaši | Naoki Hajaši | 24. března 2018     |

## Přijetí
Citrus se v roce 2015 pětkrát objevil na seznamu nejlépe prodávaných mang deníku The New York Times. Rebecca Silvermanová z Anime News Network ve své recenzi prvního svazku mangy napsala, že se v ní nachází emocionálně zajímavé postavy s kontrastujícími osobnostmi Juzu a Mei. Jejich vztah byl přirovnán k „juri verzi dvojčat z Arisy“. Silvermanová chválí zpětný pohled čtenáře, který Saburóta použila ve své manze. Dále pokazuje na to, že při postupu v sérii mohou být činy Mei viděny v jiném světle, protože Saburóta začíná pomalu rozumět své postavě. Nicméně nekonsensuální prvky mangy nemusí být příjemné v porovnání s jemnějšími juri mangami, které byly dříve vydány v angličtině.